# Halberg (Hennef)
Halberg ist ein Ortsteil der Stadt Hennef (Sieg) im Rhein-Sieg-Kreis in Nordrhein-Westfalen. 

## Lage
Der Weiler liegt in einer Höhe von 125 m ü. NHN auf den Hängen Bergischen Landes und des Nutscheid. Nachbarorte sind Niederhalberg im Osten, Kningelthal im Süden und Bödingen im Westen.

## Geschichte
1910 gab es in Halberg die Haushalte Ackerin Witwe Georg Lindlar, Tagelöhner Johann Walterscheid und Ackerer Karl Wingen.
Bis zum 1. August 1969 gehörte die Ortschaft Halberg zur Gemeinde Lauthausen, im Rahmen der kommunalen Neugliederung des Raumes Bonn wurde Lauthausen, damit auch der Ort Halberg, der damals neuen amtsfreien Gemeinde „Hennef (Sieg)“ zugeordnet.

## Das Halberger Marienbrünnchen

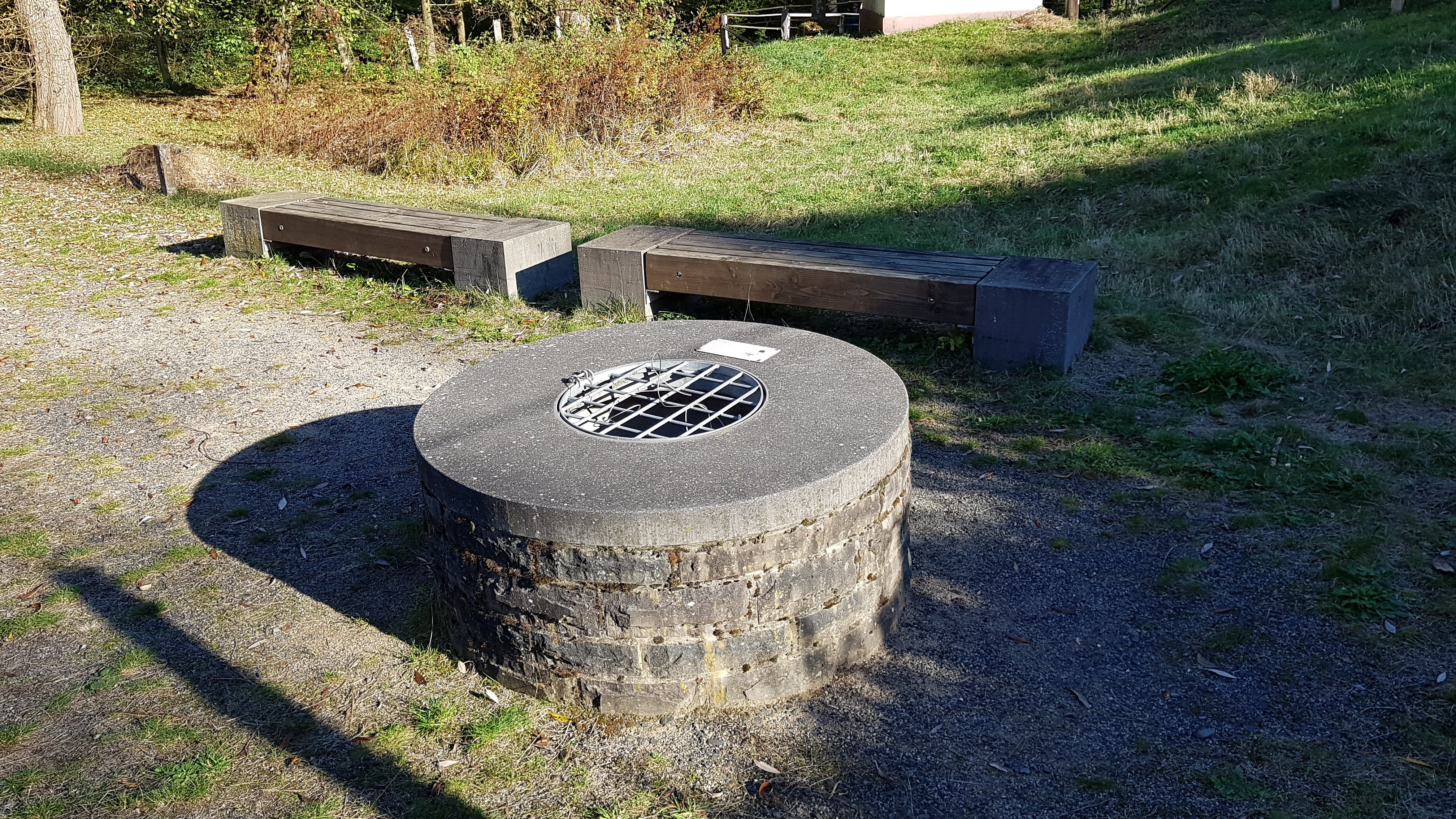
Das Marienbrünnchen

Das Marienbrünnchen ist eine Quelle, die der Legende zufolge ihren Ursprung angeblich unter dem Marienaltar der Bödinger Wallfahrtskirche haben soll. Sie wird daher auch als Muttergottesbrünnchen bezeichnet. Das mineralreiche Wasser soll gegen Augen- und Ohrenleiden helfen. Die Quelle diente von 1923 bis 1963 zur Wasserversorgung für Bödingen. Das zugehörige alte Pumpenhäuschen steht noch in der Nähe an seinem ursprünglichen Platz.
Das Marienbrünnchen und seine engere Umgebung wurde bereits im Jahr 2007 unter Denkmalschutz gestellt. Im Jahr 2010 wurde das Brünnchen im Rahmen einer Maßnahme des Regionale-2010-Projektes Natur und Kultur quer zur Sieg erfolgreich aufgewertet.

## Verkehrsanbindung
Halberg ist über eine kurze Straße (Halberger Weg) mit dem Nachbarort Bödingen verbunden. Dort befindet auch die nächste Bushaltestelle, die die Anbindung an das Busnetz der Stadt Hennef über die Linie 532 der RSVG herstellt. Diese Linie verkehrt tagsüber an Werktagen stündlich, an Wochenenden und an Feiertagen alle zwei Stunden. Zusätzlich sind außerhalb der Schulferien auch spezielle Linien im Einsatz, um die Anbindung verschiedener Hennefer Schulen zu ermöglichen. Der nächstgelegene Bahnhof ist Blankenberg (Sieg) an der Siegstrecke, unterhalb von Stadt Blankenberg gelegen.